# People
People é uma revista semanal estadunidense de celebridades e de histórias de interesse humano histórias, publicada pela Time Inc.. Com um público de 46,6 milhões de adultos, a revista tem a maior audiência do que qualquer outra revista do país.
A People tinha 997 milhões de dólares em receitas de publicidade em 2011, a maior receita de publicidade de qualquer revista estadunidense. Em 2006, ela tinha uma circulação de 3,75 milhões e receita esperada para chegar a 1,5 bilhão de dólares.
Ela foi classificada como a "Revista do Ano" pela revista Advertising Age em outubro de 2005, por sua excelência em editorial, circulação e publicidade. O website da revista, o People.com, concentra-se em notícias de celebridades e histórias de interesse humano. Em fevereiro de 2015, o site quebrou um novo recorde: 72 milhões de visitantes únicos.
A People é talvez melhor conhecida por suas questões anual especiais nomeando do tipo "o mais bonito do mundo". A sede da revista está em Nova York e mantém escritórios editoriais em Los Angeles e em Londres. Por razões econômicas fechou seus escritórios em Austin, Miami e Chicago em 2006.

## História
A revista People foi co-fundada por Dick Durrell como uma coluna da revista Time. Seu primeiro editor-chefe, Richard Stolley, separou sua coluna da revista Time para focar-se mais em pessoas e não em eventos e notícias. Assim, em 4 de março de 1974 a revista estreia com a atriz Mia Farrow na capa e uma entrevista com a mesma. Em 1996, a Time Inc. lançou a People en Español, uma edição "latina" da revista para um grupo de leitores cada vez maior neste idioma.

### Teen People
Em 1998, a revista introduziu uma versão destinada à adolescentes, chamada Teen People. No entanto, em 27 de Julho de 2006, a empresa anunciou que iria encerrar publicação da Teen People imediatamente. Havia inúmeras razões citadas para o encerramento das publicações, incluindo uma queda nas páginas de anúncios, a concorrência de ambas as outras revistas teen-oriented e na internet, juntamente com uma diminuição em números de circulação. Teenpeople.com foi incorporada pela People.com na abril de 2007. "People.com vai levar histórias focada à adolescentes que está agora como TeenPeople.com", Mark Golin, editor da People.com explicou."